# Поливанов, Михаил Юрьевич
Михаи́л Ю́рьевич Полива́нов (1801—1880) — генерал-лейтенант, участник подавления Польского восстания 1831 года.

## Биография
Происходил из дворян Калужской губернии. Родился 10 (22) марта 1801 года, сын генерал-майора Юрия Игнатьевича Поливанова.
Получив образование в частном пансионе и 23 января 1817 года поступил подпрапорщиком в Бородинский пехотный полк, 10 октября того же года был произведён в портупей-прапорщики, в 1819 году — в прапорщики, в 1820 году — в подпоручики, а 26 января 1822 года — в поручики и с 19 апреля назначен в адъютанты к генерал-майору Кайсарову; 1 января 1825 года Поливанов получил чин штабс-капитана, 29 сентября 1828 года — капитана, а в следующем, 1829 году, ему был пожалован украшенный алмазами перстень.
В Польскую кампанию 1831 года Поливанов, перейдя 20 января со своим полком границу Царства Польского при Сураже, 5 и 6 февраля участвовал в сражении под Калушиным, а 13 — в генеральном сражении под Гроховым и за отличие был награждён орденом Св. Владимира 4-й степени с бантом. Затем он был при рекогносцировке от Седлеца к Минску через село Куфлево, в сражении при Остроленке, отличился 25 и 26 августа при штурме передовых укреплений Варшавы и за это получил орден Св. Анны 2-й степени.
14 января 1832 года М. Ю. Поливанов был переведён полковником в Белозерский пехотный полк, но вскоре (28 апреля) уволился от службы по домашним обстоятельствам; 27 декабря следующего года он снова поступил на службу полковником в комиссариатский штат; 14 апреля 1840 года получил орден Св. Владимира 3-й степени и в том же году, 17 июля, причислен к Комиссариатскому департаменту, а 14 сентября 1843 года назначен управляющим Московской комиссариатской комиссией, причём уже 26 сентября получил выражение Высочайшего благоволения за порядок, обнаруженный при Высочайшем осмотре Московского арсенала.
10 октября 1843 года М. Ю. Поливанов был произведён в генерал-майоры; 12 января 1846 года ему за беспорочную выслугу 25 лет в офицерских чинах был пожалован орден Св. Георгия 4-й степени (№ 7386 по кавалерскому списку Григоровича — Степанова). 17 апреля того же года он был награждён орденом Св. Станислава 1-й ст., 11 апреля 1848 г. — орденом Св. Анны 1-й ст., а 6 декабря 1849 г. удостоен императорской короны к этому ордену.
4 марта 1850 года за недоброкачественность касок, доставленных из Московской в Брест-Литовскую комиссариатскую комиссию, ему был Высочайше объявлен строжайший выговор, вслед за тем, 18 марта, за допущенные по Московской комиссариатской комиссии важные беспорядки он был уволен от должности управляющего этой комиссией и 20 мая предан военному суду при Московском ордонанс-гаузе за «неисполнение предписаний начальства, изворотливость в донесениях и злоупотребления по должности управляющего Московской Комиссариатской комиссией». 14 июня 1851 года Высочайшей конфирмацией на докладе генерал-аудиториата он был признан виновным и 19 июня по приговору военного суда лишён чинов, орденов, знака отличия беспорочной службы, дворянского достоинства и разжалован в рядовые с назначением, по определению Инспекторского департамента в Московский пехотный полк. Через шесть дней, 25 июня, он был прощён, ему были возвращены чины, но от службы он был отставлен.
Сознавая свою невиновность, Поливанов жаловался государю, и по особому Высочайшему повелению дело о нём было вновь пересмотрено в генерал-аудиториате. При этом разбирательстве по дополнительно собранным сведениям обстоятельства дела представились совсем в другом свете, и обнаружилось, что вина Поливанова заключалась в чисто формальных упущениях по службе, а потому 29 июня 1854 года Высочайше повелено было освободить Поливанова от сделанного на него казённого начёта и считать его не отставленным, а уволенным от должности, а 17 апреля 1855 года ему были возвращены ордена, знаки отличия беспорочной службы и дозволено носить мундир, а также назначена пенсия.
8 октября того же года Поливанов снова поступил на службу и был назначен заседающим в общем присутствии Провиантского департамента с правом голоса и с зачислением по армейской пехоте. 26 мая 1856 года Поливанову поручено было собрать в Москве и Болхове сведения о ценах на холст и сапоги, изыскать способы наивыгоднейшего подряда этих вещей. Выполнив с успехом эту командировку, он 29 октября по прошению снова вышел в отставку и определился опять на службу лишь 12 июня 1858 года. С этих пор и до выхода своего в запас в 1867 году он неоднократно исполнял различные поручения по комиссариатской части.
В августе 1860 года он подал военному министру Сухозанету пространную записку о мерах облегчения способов заготовления вещей комиссариатского довольствия, и на этой записке министр положил следующую резолюцию: «Душевно вас благодарю за вашу правдивую и отлично деловую записку; с радостью воспользуюсь вашей опытностью и готовностью оказать величайшую услугу правительству. Прошу приступить к делу, сообразив ближе и самые меры исполнения предположенных вами мер». Поливанов ревностно принялся за собирание дополнительных сведений к своему проекту и, очевидно, успешно справился со своей задачей, так как 28 апреля 1861 года ему, в награду за его труды, был пожалован орден св. Владимира 2-й степени с мечами над орденом.
24 февраля 1863 года он был назначен членом-редактором редакционной комиссии по административной части для разработки проектов положений о военно-окружных управлениях и за свои труды в этой должности был награждён 19 апреля 1864 года чином генерал-лейтенанта, а 31 августа получил Высочайшую благодарность.
22 января 1867 года он вышел в отставку и скончался в Санкт-Петербурге 14 (26) января 1880 года. Похоронен в Александро-Невской лавре (в палатке Фёдоровской церкви, где позже была похоронена и его супруга, Елизавета Фёдоровна, умершая на 91 году жизни, 20 августа 1901 года).